# Örvös ricsóka
Az örvös ricsóka (Eurylaimus ochromalus) a madarak osztályának  verébalakúak rendjébe és a ricsókafélék (Eurylaimidae) családjába tartozó faj.

## Előfordulása
Brunei, Indonézia, Malajzia, Mianmar és Thaiföld területén honos. Síkvidéki esőerdők, tőzeg- és mocsári erdők lakója. Szingapúrban egyes területekről már eltűnt.

## Alfajai
- Eurylaimus ochromalus ochromalus
- Eurylaimus ochromalus mecistus
- Eurylaimus ochromalus kalamantan

## Megjelenése
Testhossza 13,5–15 centiméter, testtömege pedig 31–39 gramm. Feje, szárnya és farka fekete. Szárnyán és a tollán sárga sáv található, farka fehér foltos.

## Életmódja
Rovarevő, gyümölcsöt keveset eszik.

## Szaporodása
Költési ideje február és október között van, a fészekben 2–3 tojás található.